# یارکوگ
یارکوگ (به لاتین: Yarkug) یک منطقهٔ مسکونی در روسیه است که در شهرستان آگولسکی واقع شده است.